# Bosanci
Bosanci è un comune della Romania di 7 041 abitanti, ubicato nel distretto di Suceava, nella regione storica della Bucovina.
Il comune è formato dall'unione di 2 villaggi: Bosanci e Cumpărătura.
Bosanci ha dato i natali allo storico Theofil Sauciuc-Săveanu (1884-1971).